# Адамув (гміна Жарнув)
Адамув (пол. Adamów) — село в Польщі, у гміні Жарнув Опочинського повіту Лодзинського воєводства.
Населення — 40 осіб (2011).
У 1975-1998 роках село належало до Пйотрковського воєводства.

## Демографія
Демографічна структура станом на 31 березня 2011 року:
|          | Загалом | Допрацездатний вік | Працездатний вік | Постпрацездатний вік |
| -------- | ------- | ------------------ | ---------------- | -------------------- |
| Чоловіки | 18      | 3                  | 10               | 5                    |
| Жінки    | 22      | 5                  | 8                | 9                    |
| Разом    | 40      | 8                  | 18               | 14                   |